# Fencyclidine
Fencyclidine (1-(1-phenylcyclohexyl)piperidine (PCP)) is een hallucinogeen en dissociatief middel. Het wordt ook wel angel dust of hog genoemd.
In 1926 werd de stof voor het eerst gesynthetiseerd, in 1963 werd ze gepatenteerd als verdovingsmiddel. Deze toepassing werd al snel weer afgeschaft in verband met de vele voor de gezondheid schadelijke neveneffecten. Vanwege het effect op de psyche is recreatief gebruik illegaal. In Nederland staat PCP op Lijst II van het Psychotrope Stoffen Verdrag.
Chemisch gezien is PCP een arylcyclohexylaminederivaat en farmacon, het maakt deel uit van de familie van dissociatieve drugs. PCP werkt hoofdzakelijk als een NMDAreceptorantagonist, die de activiteit van de NMDA-receptor belemmert. Andere NMDA-receptorantagonisten zijn ketamine, methoxetamine, tiletamine en dextromethorphan.

## Geschiedenis
In de jaren 50 werd onderzoek gedaan naar PCP door het farmaceutisch bedrijf Parke-Davis. Vanaf 1957 deed Parke-Davis klinische proeven en in 1963 werd PCP onder de merknaam Sernyl gepatenteerd als verdovingsmiddel bij chirurgische ingrepen. In 1965 werd het uit de handel genomen aangezien patiënten na verdoving met Sernyl last hadden van negatieve effecten zoals waanideeën en sterke opwinding. In 1967 werd PCP vervolgens door hetzelfde bedrijf onder de merknaam Sernylan geïntroduceerd als verdovingsmiddel voor dieren. Uiteindelijk werd het in 1978 ook voor dat doel verboden.
Vanaf de late jaren 60 werd PCP illegaal gefabriceerd vanwege de hallucinogene werking. In de Verenigde Staten verscheen het in 1967 voor het eerst op straat onder namen als ‘angel dust’, ‘hog’, ‘super-weed’, ‘peace pill', 'crystal joint, en ‘THC’. PCP is vrij goedkoop en gemakkelijk te maken. In de jaren 70 werd het een steeds populairder drug, reden om het in de Amerika op de lijst van verboden middelen te plaatsen. Tussen 1973 en 1979 was er een piek in het gebruik, daarna was een afname te zien.

## Structuur

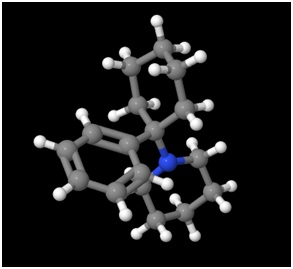
3D structuur van fencyclidine

Het PCP molecuul bevat drie verschillende ringsystemen, een benzeenring, een cyclohexaan en een piperidine-ring.

## Reactiviteit
Chemisch gezien is PCP een arylcyclohexylaminederivaat, het maakt deel uit van de familie van dissociatieve drugs. Dissociatieve drugs vormen een klasse van psychoactieve drugs, die signalen verminderen of blokkeren van de hersenen naar het bewustzijn. Dissociatieven zijn uniek in hun werking, omdat ze zorgen voor hallucinogene effecten.

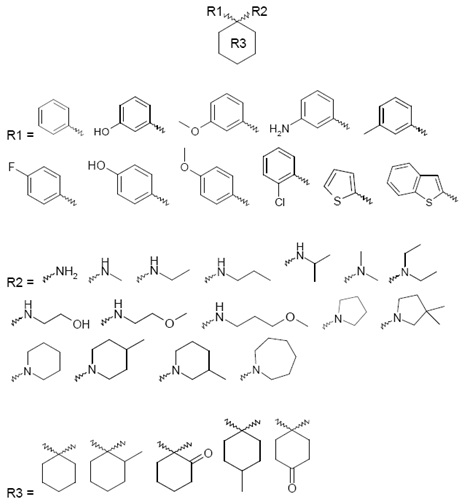
mogelijke analoga van PCP

De belangrijkste eigenschap van PCP is dat het de activiteit van de NMDA-receptor belemmert. De N-methyl-D-Aspartate (NMDA)-receptor bevindt zich op de dendrieten van neuronen, het ontvangt signalen in de vorm van neurotransmitters. Het is een grote prikkelopwekkende receptor in de hersenen. Bij een normale psychologische werking zal de geactiveerde receptor positief fluxen door het kanaal van de receptor. PCP komt het ionkanaal binnen van de buitenkant van het neuron en zal reversibel binden aan een kant van het kanaal. Dit zal de flux van positieve ionen de cel in blokkeren. Hierdoor zal PCP de depolarisatie van neuronen remmen en zal het interfereren met het cognitieve en andere functies van het zenuwstelsel. Op dezelfde manier zullen PCP en analoga de nicotine-acetylcholinereceptor (nAChR) remmen. Sommige analoga (zie fig. 3) hebben een grotere potentie voor nAChR dan voor NMDAR.

## Mogelijke vormen
PCP heeft meer dan 30 verschillende analoga die op dezelfde manier kunnen werken. De bekendste van deze analoga zijn PCPy (1-(1-phenylcyclohexyl)pyrrolidine), PCE (N-ethyl-1-phenylcyclohexylamine) en TCP(1-(1-(2-Thienyl)cyclohexyl)piperidine). Deze verbindingen worden minder gebruikt en gewaardeerd dan PCP.

## Synthese van PCP
PCP werd voor het eerst gesynthetiseerd in 1929 uit 1-piperidinocyclohexaancarbonitril (PCC). Dit is nog steeds de meest gebruikte synthesemethode voor illegale PCP. De beginstoffen voor de synthese van PCP zijn cyclohexanon, piperidine, kaliumcyanide en fenylmagnesiumbromide. De eerste stap in de reactie naar PCP is de vorming van 1-Piperidinocyclohexaancarbonitril (figuur 4):
In deze reactie valt het stikstofatoom van piperidine het cyclohexanon aan door middel van een SN2-mechanisme. Het lone pair van het stikstofatoom valt aan op 1C atoom van cyclohexanon. Hierdoor verschuift de π-interactie van het zuurstofatoom naar het zuurstofatoom als lone pair. Het stikstofatoom van piperidine laat (door een teveel aan bindingen) het waterstofatoom los, deze reageert dan met het negatief geladen zuurstofatoom en vormt een alcohol. Het lone pair van het koolstofatoom in cyanide valt ook aan op het 1C-atoom van cyclohexanon en zorgt ervoor dat de alcoholgroep wordt afgescheiden. De intermediair cyclohexaancarbonitril reageert in stap twee door met fenylmagnesiumbromide. Deze organometaalverbing is een Grignardreagens. Een Grignardreagens is erg reactief, doordat het koolstofatoom dat verbonden is met het magnesiumion zich gedraagt als een carbanion, wat erg nucleofiel is. In de reactie met cyclohexaancarbonitril reageert dit koolstofatoom met het 1C-atoom van de cyclohexaan. Door deze nucleofiele reactie gaat de binding met het nitrilgroep naar de koolstof van de nitrilgroep en het wordt afgescheiden als cyanide (figuur 5). Indien bij de synthese van PCP fenyllithium wordt gebruikt als benzeenringimporterende stof vindt er een additie van de fenylgroep aan de nitrilgroep plaats, in plaats van een substitutie van de nitrilgroep. De Grignard reactie is onomkeerbaar.

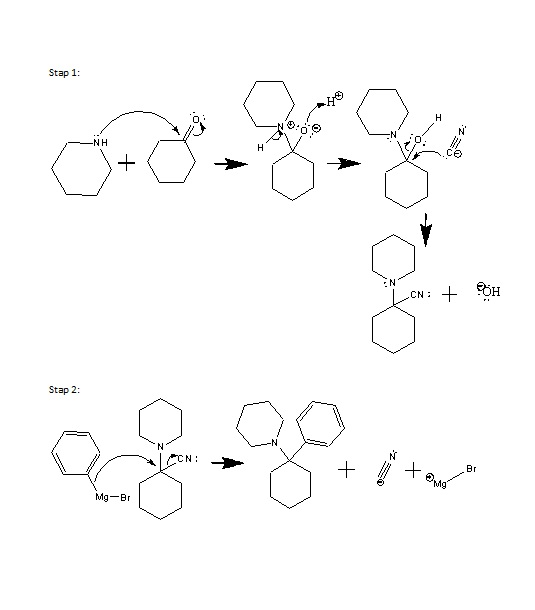
figuur 6:reacties met elektronenoverdracht

De reacties staan in figuur 6 nogmaals beschreven met elektronenoverdracht.
De uitvoering van de synthese is erg simpel. De experimentele uitvoering van de PCP-synthese staat beschreven in referentie 11. Het grote probleem bij de illegale synthese is het verkrijgen van de juiste stoffen. Piperidine is moeilijk ongezien te verkrijgen en fenylmagnesiumbromide moet in eigen laboratorium worden gesynthetiseerd vanwege de strenge controle op deze stof door de overheden. De synthesemethodes van fenylmagnesiumbromide zijn ook beschreven in referentie 11. Indien bij de synthese van PCP fenyllithium wordt gebruikt als benzeenringimporterende stof vindt er een additie van de fenylgroep aan de nitrilgroep plaats, in plaats van een substitutie van de nitrilgroep.
De beginstoffen van de synthese zijn vrijwel allemaal toxisch. Fenylmagnesiumbromide is erg reactief met water en vormt bij de reactie met water benzeen en metaalhydroxiden.

## Werking PCP op kanalen

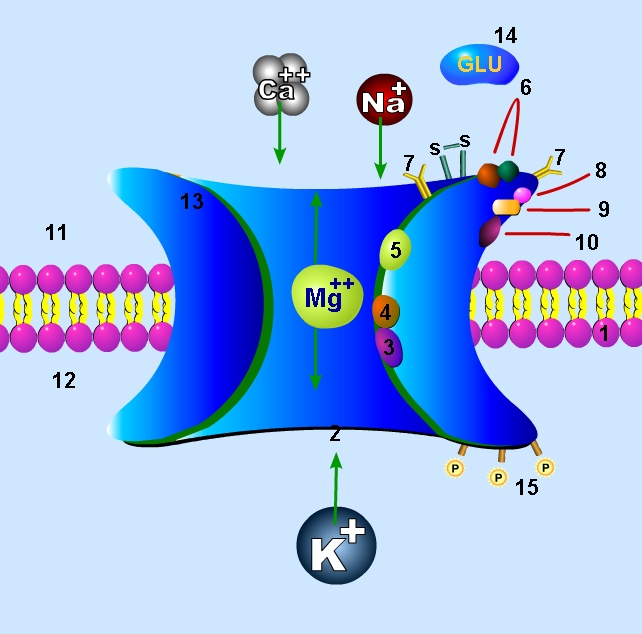
figuur 7: NMDA-receptor

De psychotische eigenschappen die PCP veroorzaakt heeft mogelijk te maken met het feit dat PCP kaliumkanalen blokkeert in dendrieten. In de dendrieten blokkeren twee typen kaliumkanalen door concentraties van PCP. Bij lage PCP-concentraties blokkeert alleen een spanningsafhankelijk kaliumkanaal, waardoor de efflux van kalium wordt geremd. Dit gebeurt bij concentraties rond de 1 micromolair PCP. Het blokkeren van dit kanaal bij lage concentraties heeft mogelijk de psychotische effecten tot gevolg. Bij hogere concentraties blokkeert ook het andere kaliumkanaal. Hierdoor wordt de efflux van kalium dusdanig geremd dat het coma en zenuwtrekken veroorzaakt. Deze kaliumkanalen zijn onderdeel van de NMDA-receptor (figuur 7). Door het blokkeren van de kaliumkanalen kan het membraan slechter depolariseren en kan de NMDA-receptor zijn taak niet goed uitvoeren. PCP werkt ook direct of indirect (nog niet bekend) als dopamine-agonist. Dit houdt in dat PCP de dopamine-receptor activeert, waardoor er dopamine wordt vrijgegeven. Deze vrijgekomen dopamine geeft het ‘gelukkige’ gevoel dat PCP geeft.

## Metabolisme
PCP, 1-(1-phenylcyclohexyl)-piperidine wordt omgezet in:
- c-PPC, cis-4-phenyl-4-(1-piperidinyl)-cyclohexanol
- t-PPC, trans-4-phenyl-4-(1-piperidinyl)-cyclohexanol

- PCHP, 1-(1-phenylcyclohexyl)-4-hydroxypiperidine

- PCHAP, 5-[N-(1-phenylcyclohexyl)]-amino pentanoic acid

Als PCP eenmaal in het bloed is opgenomen komt het terecht in een metabolisme, waaruit in fase 1 enkele geconjugeerde metabolieten ontstaan. De belangrijkste zijn PCHP en PPC, maar ook PCHAP is een metaboliet. De omzettingen van PCP naar PCHP en PPC zijn vergelijkbare mechanismen. Eerst wordt PCP in de lever gehydroxyleerd door microsomale P450 PCP hydroxylases. Deze hydroxylatie kan op verschillende plaatsen gebeuren. In het geval van PCHP aan de 4-C van piperidine, en in het geval van PPC aan de 4-C van cyclohexaan. De hydroxylatie van PCP naar (cis- en trans-)PPC worden in de mens voornamelijk gekatalyseerd door CYP3A4. Ook de hydroxylatie naar PCHP wordt gekatalyseerd door een lid van de CYP3A-familie. Welke dit is, is nog niet bekend. Wel is bekend dat de biotransformatie van PCP door genetische polymorfismen van cytochroom P450 vaak per individu verschilt in snelheid. Het derde belangrijke metaboliet van PCP is PCHAP. Er zijn meerdere stappen voor nodig om dit product te krijgen, waarvan twee hydroxylatiereacties. Als eerste wordt een koolstof die naast de stikstof in het piridinegedeelte van PCP gehydroxyleerd, waardoor de ring opent, en vervolgens oxidatie plaatsvindt aan die –OH groep, waardoor een keton ontstaat. Dan volgt een tweede hydroxylatie, waardoor er een carbonzuur ontstaat, zodat PCAHP gemaakt is. Uit testen met honden blijkt PCAHP in deze diersoort het voornaamste metaboliet te zijn, terwijl dit in de mens niet het geval is. Niet alle opgenomen PCP komt in het metabolisme terecht. Omdat PCP zeer goed vetoplosbaar is, wordt het opgeslagen in lichaamsvet.

## Excretie
Het grootste gedeelte van de opgenomen PCP wordt afgebroken. Er is wel een deel dat direct wordt uitgescheiden door het lichaam. 5-10% van een binnengekregen dosis wordt door middel van biliaire excretie (uitscheiding via gal) afgevoerd. Waarschijnlijk wordt ook een klein deel (4-19%, afhankelijk van lichamelijke factoren) van de PCP uit het bloed gezuiverd door de nieren en via de urine uitgescheiden, dit is 4-6 uur na inname aantoonbaar. Van de geconjugeerde metabolieten van PCP wordt 25-30% via de urine uitgescheiden. De afbraak van PCP is voor een deel afhankelijk van de manier van absorptie. Als het bijvoorbeeld binnengekregen wordt door het te roken, kan het door de hitte afgebroken worden in piperidine en 1-(1-phenyl)-1-cyclohexene (PC).

## PCP als drug
Pure PCP is een wit kristalachtig poeder dat oplosbaar is in zowel water als alcohol, verder heeft PCP een bittere, chemische smaak. Als het geen pure PCP is dan heeft het een geel, bruinachtige kleur en is het een kleverige massa. PCP kan gegeten, gerookt, geïnjecteerd of gesnoven worden. De populairste manieren zijn eten en roken. Bij roken wordt er vloeibare PCP op tabak of marihuana sigaretten gespoten. Als PCP wordt ingenomen in de vorm van een pil of capsule dan zullen de effecten na 30 tot 60 minuten optreden en kunnen die 6 tot 24 uur duren. De effecten zullen sneller optreden als PCP wordt gerookt, namelijk na 2 à 5 minuten al en de effecten houden aan voor 4 tot 6 uur.

## Effecten
PCP heeft een groot aantal verschillende effecten, die afhankelijk zijn van de hoeveelheid, manier van inname, persoonlijkheid en de verwachting van gebruiker. Er kunnen zowel psychologische als fysiologische effecten worden waargenomen.
De kortetermijn psychologische effecten:
- Hallucinaties
- Agitatie
- Geheugenstoornis
- Paranoïde gedachten
- Agressie
- Desoriëntatie
- Verwarring
- Depressie
- Impulsiviteit
- Onvoorspelbaarheid
- Psychotische episodes
- Depersonalisatie
- Milde tot intense euforie
- Gebrek aan concentratie
- Geen gevoel voor tijd en ruimte

Langetermijn psychologische effecten:
- Afhankelijkheid
- Geheugenschade
- Isolatie en sociale terugtrekking
- Depressie met mogelijke suïcidale neigingen

Kortetermijn fysiologische effecten:
- Wazig zicht
- Verwijde pupillen
- Duizeligheid
- Pijnlijke reactie op geluid
- Staren
- Rollen met ogen
- Verminderde en verwarde spraak
- Spierstarheid
- Gebrek aan spiercoördinatie
- Afbraak van spieren en spierproteïnen in urine
- Verminderde gevoeligheid en bewustzijn van pijn
- Verdoving of coma
- Onregelmatige hartslag
- Abnormaal lage of abnormaal hoge bloeddruk
- Langzaam slikken en onregelmatige ademhaling
- Misselijkheid
- Braken
- Verhoogde lichaamstemperatuur en koortsverschijnselen
- Overdosis kan leiden tot coma of de dood

Langetermijn fysiologische effecten:
- Gewichtverlies
- Spraakproblemen

## Behandeling
Ontgifting na bijvoorbeeld een overdosis van PCP is in kleine mate mogelijk. Het lichaam zal zelf een groot deel van de ontgifting verzorgen, door metabolisme en excretie, maar het is mogelijk om de ontgifting te helpen. PCP accumuleert in vloeistoffen waar de pH lager is dan 6. Dit komt doordat PCP wordt geïoniseerd in vloeistoffen met lage pH. Verandering van de pH van het bloed en urine kan hierdoor de excretie verhogen. De pH-verandering in het bloed zorgt ervoor dat PCP sneller uit het hersenvocht wordt opgenomen in het bloed, dus een lagere zuurgraad van het bloed kan hersenschade door PCP verminderen. Verlaging van pH van de urine zorgt ervoor dat de PCP in de urine achterblijft en kan worden uitgescheiden.Verlaging van de pH van de urine kan bereikt worden door het geven van ammoniumchloride (NH4Cl). Wat ook helpt is bessensap of sinaasappelsap te drinken, hierin zit namelijk veel vitamine C, ascorbinezuur, waardoor de pH van de urine daalt naar 5 of lager. De excretie van PCP neemt hierdoor toe. Ook benzodiazepines zoals valium kunnen helpen bij acute intoxicatie. Diazepam (Valium) houdt de rusteloosheid van de motoriek onder controle door de werking van PCP tegen te gaan. Diazepam bindt aan GABA-receptoren die zich op neuronen bevinden en versterkt de werking van signalen van (GABA)-neurotransmitters, terwijl PCP als antagonist aan NMDA-receptoren bindt en deze blokkeert. Om eventuele verhoogde bloeddruk bij een acute PCP-vergiftiging te verlagen kan diazoxide gebruikt worden.
Bij langdurig PCP-gebruik, bijvoorbeeld bij verslaving, zijn er verschillende doelen van behandeling die nagestreefd moeten worden. De patiënt moet ervan weerhouden worden zichzelf of anderen iets aan te doen. Hij moet ervan overtuigd worden om door te gaan met de behandeling (veel patiënten willen door hun verwarde gedachten niet). Ook moeten voorwerpen die de patiënt ergens toe aan kunnen zetten uit de buurt gehouden worden. Hieronder vallen ook mensen, die kunnen voor de patiënt namelijk als bedreigend overkomen. Verder zal de psychose van de patiënt verbeterd moeten worden, dat wil dus zeggen dat er vermindering moet komen in het hallucineren en vreemde doen en laten van de patiënt. Als laatste moet er verandering worden gebracht in het feit dat de patiënt zich rusteloos voelt en compleet in de war is met zijn of haar emoties en denken. De eerste drie doelen worden in het algemeen bereikt door de patiënt vast te houden en nauwkeurig in de gaten te houden in bijvoorbeeld een ziekenhuis. De laatste twee doelen kunnen bereikt worden door medicatie met bijvoorbeeld chlorpromazine, een antipsychoticum.